# Pedro Cordero
Pedro Ignacio Cordero Sánchez (Cartagena, Región de Murcia, España, 17 de agosto de 1968) es un exfutbolista que jugó de centrocampista y actualmente es director deportivo de clubes de fútbol. Es hermano de los también directores deportivos Juan Carlos Cordero y Jorge Cordero. 

## Trayectoria

### Como jugador
Como futbolista debutó a los 17 años en el Cartagena FC en Segunda División, hasta llegar a debutar en Primera con el Real Murcia, categoría en la que jugó más de 150 partidos y sobre todo con el Albacete, de Benito Floro, con el que estuvo tres temporadas (1992-95).
Además, pasó por equipos como UD Salamanca, CD Toledo, CD Badajoz, CD Castellón, CD Cacereño, el extinto Ciudad de Murcia y el Cartagonova.

### Como director deportivo
Cordero inició su carrera como director deportivo, tras retirarse del fútbol profesional en la temporada 2001-02 en el Cartagena, en Tercera División con el CD Torrevieja en la campaña 2006-07 llevando al equipo alicantino a jugar la fase de ascenso.
Posteriormente pasó por el CD Águilas en Segunda B, hasta que en 2010 llegó al Granada de la mano de su hermano Juan Carlos Cordero, para ejercer como técnico analista dentro de la secretaria técnica rojiblanca participando así del ascenso granadino a Primera.
Así llegó a la dirección deportiva del CD Tenerife en la temporada 2011-12, con el que logró la segunda plaza en la ligar regular y jugar así la fase de ascenso a Segunda, objetivo que no logró por lo que no continuó ligado a la entidad insular.
De esa forma la campaña 2012/13 regresó al Granada para volver a enrolarse en su secretaría técnica como analista.
Llegó al Córdoba CF en 2013 en Segunda División y logró el ascenso a Primera División en la temporada 2013-14. Al término de la temporada 2014-15, tras el descenso a Segunda División es despedido como director deportivo del Córdoba.
En invierno del 2016, Pedro Cordero, encabezado por el grupo del empresario murciano Enrique Pina Campuzano, se hace con la parcela económica y deportiva del CF Lorca Deportiva de Tercera División, para devolver al club al fútbol de élite, consiguiendo el ascenso a Segunda División B, durante la temporada 2016-17.
Además, el cartagenero formaría parte de la secretaría técnica del Granada CF y del Cádiz CF, donde estuvo hasta finales del mes de septiembre de 2018, tras la salida del club de su hermano Juan Carlos Cordero. 
En octubre de 2018, llega al Elche CF para trabajar de scouting junto a su hermano Jorge Cordero.
En diciembre de 2018, se convierte en director deportivo del Real Murcia del Grupo IV de la Segunda División B, club en el que estaría hasta el final de la temporada.

## Clubes

### Como jugador
| Club                   | País   | Año       |
| ---------------------- | ------ | --------- |
| Cartagena F. C.        | España | 1986-1987 |
| Real Murcia C. F.      | España | 1987-1989 |
| U. D. Salamanca        | España | 1989-1990 |
| Cartagena F. C.        | España | 1990-1993 |
| Albacete Balompié      | España | 1993-1995 |
| C. D. Badajoz          | España | 1995-1997 |
| C. D. Toledo           | España | 1997-1998 |
| C. D. Castellón        | España | 1998-2000 |
| C. P. Cacereño         | España | 2000      |
| C. F. Ciudad de Murcia | España | 2000-2001 |
| F. C. Cartagena        | España | 2001-2002 |

### Como director deportivo
| Club                          | País   | Año       |
| ----------------------------- | ------ | --------- |
| FC Torrevieja                 | España | 2006-2007 |
| Águilas CF                    | España | 2008-2010 |
| Granada CF (técnico analista) | España | 2010-2011 |
| CD Tenerife                   | España | 2011-2012 |
| Granada CF (técnico analista) | España | 2012-2013 |
| Córdoba CF                    | España | 2013-2015 |
| CF Lorca Deportiva            | España | 2016-2017 |
| Cádiz CF (secretaría técnica) | España | 2018      |
| Elche CF (técnico analista)   | España | 2016-2017 |
| Real Murcia                   | España | 2018-2019 |